# アヌシーム
アヌシーム（ヘブライ語: אנוסים）とは、不本意ながらユダヤ教から他宗教への改宗を強いられた者たちをさす言葉である。アヌシームの意味は「強いられた者たち」である。
キリスト教の歴史では、西暦570年のクレルモン＝フェランのユダヤ教徒に対する洗礼の強要や、10世紀のラインラントでの強制改宗の嵐などによってアヌシームが生まれた。またスペインやポルトガルでのコンベルソやマラーノもまた、アヌシームにあたる。異教の信仰を強いられたとき、ユダヤ教徒は隠れてユダヤ教を守り続け、子供たちにも密かにユダヤ教を教えるのが通例だった。
異教への改宗を強制することはイスラム教世界でもおこなわれたが、イスラム教の場合も、キリスト教世界のユダヤ教徒と同様に、隠れてユダヤ教を守り続けることが多かった。